# Pauline Egan
Pauline Veronica Egan (* 5. Mai 1985 in Benowa, Queensland) ist eine australische Schauspielerin und Filmproduzentin.

## Leben
Egan wurde am 5. Mai 1985 in Benowa, einem Vorort von Gold Coast, geboren. Sie erhielt eine klassisch Ausbildung zur Pianistin und Tänzerin, hat einen Bachelor-Abschluss in Gesundheit an der Queensland University of Technology erlangt und erwarb einen Graduate Degree an der Flinders University. Egan studierte an der The Australian Film and Television Academy in Sydney. 2010 zog sie nach Kanada in die Stadt Vancouver und begann eine Ausbildung zur Schauspielerin unter der Leitung von Benjamin Ratner. Nach ihrem Filmdebüt 2008 in Crooked Business folgten mehrere Besetzungen in verschiedenen Kurzfilmen. Von 2010 bis 2011 stellte sie in der Fernsehserie Sanctuary – Wächter der Kreaturen die Rolle der Erika Myers dar. Weitere Episodenrollen hatte sie unter anderem in Blue Mountain State und Supernatural 2011. 2015 war sie in insgesamt vier Episoden der Fernsehserie Olympus in der Rolle der Aethra zu sehen. 2020 übernahm sie die weibliche Hauptrolle der Amanda Sawyer im Film Moon Crash.

## Filmografie (Auswahl)

### Schauspiel
- 2008: Crooked Business
- 2009: Celluloid (Kurzfilm)
- 2009: Tinted (Kurzfilm)
- 2009: Swing (Kurzfilm)
- 2009: Led Astray (Kurzfilm)
- 2010: The Pacific (Miniserie, Episode 1x10)
- 2010–2011: Sanctuary – Wächter der Kreaturen (Sanctuary, Fernsehserie, 3 Episoden)
- 2011: Blue Mountain State (Fernsehserie, Episode 2x12)
- 2011: Supernatural (Fernsehserie, Episode 6x13)
- 2011: Frozen Over: In from the Cold (Kurzfilm)
- 2011: Frozen Over: First Contact (Kurzfilm)
- 2012: Ambrosia
- 2012: Blood Money
- 2012: Christmas Planner – Was für eine Bescherung (The Christmas Consultant, Fernsehfilm)
- 2013: Elysium
- 2013: Untold Stories of the ER (Fernsehdokuserie, 2 Episoden)
- 2014: Through the Pane (Kurzfilm)
- 2015: Murder, She Baked (Miniserie, Episode 1x01)
- 2015: Olympus (Fernsehserie, 4 Episoden)
- 2015: Proof (Fernsehserie, Episode 1x03)
- 2015: Lügen haben spitze Zähne (Liar, Liar, Vampire)
- 2015: Christmas Truce (Fernsehfilm)
- 2016: A December Bride (Fernsehfilm)
- 2016: Raw
- 2018: SnowComing (Fernsehfilm)
- 2018: All of My Heart – The Wedding (Fernsehfilm)
- 2018: A Midnight Kiss (Fernsehfilm)
- 2019: Flip That Romance (Fernsehfilm)
- 2019: Namaste (Kurzfilm)
- 2019: V.C. Andrews’ Heaven (Miniserie, Episode 1x04)
- 2019: Codename Leto (Kurzfilm)
- 2019: Liebe im Weihnachtspark (Christmas at Dollywood, Fernsehfilm)
- 2020: Hearts of Winter (Fernsehfilm)
- 2020: Home Before Dark (Fernsehserie, 3 Episoden)
- 2020: Picture Perfect Mysteries (Fernsehserie, Episode 1x03)
- 2021: Family Law (Fernsehserie, Episode 1x01)
- 2021: Designed for Death (Fernsehfilm)
- 2021: Secrets of an Escort (Fernsehfilm)
- 2022: Moon Crash

### Produktion
- 2014: Through the Pane (Kurzfilm; auch Drehbuch und Regie)
- 2014: My Name Is Water (Dokumentation)
- 2015: The Wall (Kurzfilm)
- 2020: El Color Negro (Dokumentation)
- 2020: Her Warrior Self (Kurzfilm)